# Павлушков, Сергей Николаевич
Серге́й Никола́евич Павлушков (1864―1942) ― русский и советский ветеринар, доктор ветеринарных наук, профессор. Один из организаторов ветеринарии в СССР.

## Биография
В 1888 году окончил Казанский ветеринарный институт, до 1907 года работал земским ветеринарным врачом. В 1911 году назначен заведующим Ветеринарно-бактериологической лабораторией Министерства внутренних дел России. В 1915 году написал книгу «Успехи страхования скота в государствах Западной Европы и в Финляндии». На основе этого труда в 1916 году защитил магистерскую диссертацию на тему «Страхование скота». В 1917 году лаборатория МВД преобразована в Институт экспериментальной ветеринарии, был его первым директором до 1921 года. 
В 1921 году перешел на работу в Народный комиссариат земледелия РСФСР. С 1929 года и до конца жизни работал во Всесоюзном институте экспериментальной ветеринарии, где заведовал бюро по изучению иностранного опыта в области ветеринарии и редактировал научные труды института. 
Умер 13 февраля 1942 года в Москве.

## Научная деятельность
Написал более 200 научных трудов по эпизоотологии, ветеринарной статистике, организации ветеринарного дела, страхованию скота и многим другим отраслям ветеринарии. В 1902 году составил «Новые ветеринарно-полицейские правила по надзору за скотом и продуктами животноводства» (в соавторстве с П. Н. Кулешовым и И. Г. Гуриным). 
Перевёл на русский язык труды по ветеринарии венгерских учёных Ф. Гутиры, И. Марека и др. Много внимания уделял реформе ветеринарного образования и изучению истории ветеринарии. Был активным организатором 2-го Всероссийского съезда ветврачей в 1910 году. Участвовал в Международных ветеринарных конгрессов в 1905 и 1909 годах. 
В годы советской власти был ученым секретарем и председателем Учёного совета Народного комиссариата земледелия РСФСР. Внес значительный вклад в создании основ советского ветеринарного законодательства, участвовал в организаторской работе по созыву всероссийских ветеринарных съездов.

## Сочинения
- Туберкулез рогатого скота и борьба с ним при помощи туберкулина.  Москва, 1897
- Успехи страхования скота в государствах Западной Европы и в Финляндии. 1915
- Теория и практика в ветеринарном образовании, «Ветеринарное обозрение» 1900, с. 191 и 299
- Ветеринария, в кн.: Большая советская энциклопедия, т. 10, М., 1928.